# 道の駅あやま
道の駅あやま（みちのえき あやま）は、三重県伊賀市にある三重県道49号甲南阿山伊賀線の道の駅である。

## 主な施設
- 駐車場
  - 普通車：50台
  - 大型車：8台
  - 身障者用 : 2台
- トイレ（いずれも24時間利用可能）
  - 男：大 2器、小 4器
  - 女：6器
  - 身障者用：1器
- 公衆電話
- 軽食コーナー
- 特産品販売所
- 情報コーナー

## 休館日
- 毎週水曜日（祝日の場合は翌日）
- 年末年始

## アクセス

### 自動車
- 三重県道49号甲南阿山伊賀線 - 登録路線

### 交通機関
- 伊賀京都高速バス

## 周辺
- 伊賀焼伝統産業会館